# Максимилиан III Австрийский
Максимилиан III Австрийский (12 октября 1558, Винер-Нойштадт — 2 ноября 1618, Вена) — эрцгерцог австрийский из династии Габсбургов, третий сын императора Священной Римской империи Максимилиана II и Марии Испанской.

## Биография
См. также: Королевские выборы в Речи Посполитой (1587)
В юности вступил в Тевтонский орден. В 1585 году стал магистром Ордена и правителем Пруссии. В 1587 году — претендент на польскую корону, был избран одной из партий шляхты. Его символом стала знаменитая шляпа австрийского эрцгерцога, которая позднее использовалась как церемониальная и хранилась в сокровищнице Клостернойбурга. По легенде, именно этой шляпе не захотел поклониться Вильгельм Телль.
После избрания на престол Сигизмунда Вазы в 1587 году начал неудачную интервенцию в Польшу; окончательно был побеждён Яном Замойским при Бычине. В 1588 году взят в плен и заточён в Бендзинский замок и только после вмешательства Римского папы был освобождён.
В 1589 году отказался от прав на польский престол. С 1590 года был гроссмейстером Тевтонского ордена, который обязался предоставить денежные средства и людей для борьбы с турками. В 1593-1595 годах был правителем Внутренней Австрии, где под его правлением были Штирия, Крайне и Каринтия.
Рассматривался царём Борисом Годуновым как кандидат в мужья его дочери Ксении. В 1599 году к нему со сватовством был отправлен дьяк Афанасий Власьев. Царь обещал дать за своей дочерью «в вечное владение» Тверское княжество и поделить Речь Посполитую между Россией, женихом Ксении и императором. Однако Годунов требовал, чтобы муж дочери жил в России: «у светлейшего великого князя одна только дочь наша государыня, отпускать её как-либо нельзя». Из-за требования к Максимилиану перейти в православие брак не состоялся.
В 1602 году Максимилиан III стал правителем Тироля и провёл ряд своевременных социально-экономических реформ, большое внимание уделял развитию школьного образования. Придерживался строгих религиозных взглядов, поэтому его двор не отличался особой пышностью, но стал центром культуры. Эрцгерцог высоко ценил музыку, имел обширную библиотеку и коллекционировал произведения искусств. В феврале 1606 года учредил новый устав Ордена, который подтвердил главную миссию ордена — борьба с язычниками. Устав действовал до XIX века.
В 1612 году в Ярославле проездом находился посол германского императора Матвея — Иосиф Грегори, возвращающийся из Персии. На прощальном приёме у князя Д. М. Пожарского они разговаривали о Смуте в Московском государстве и о том, что польский король не дал в русские цари своего сына и что трудно быть в такое время государству без Государя, который смог бы прекратить кровопролитие. Грегори предложил князю Дмитрию Михайловичу выбрать в цари Максимилиана III, брата германского императора Матвея и уверял, что это послужит прекращению всех бедствий. Князь Пожарский согласился и отправил с Грегори своего посла Еремея Еремеева с письмом к императору Матвею, которое подписали 24 человека, прося денежной помощи и содействия прекращения войны с Речью Посполитой. Вернувшись в отечество, посол Грегори передал весь разговор императору и известил Максемилиана, что его просят в Московское государство, но Максемилиан ответил, что он стар и немощен и желает быть в покое и молиться Богу, а никак не царствовать.
О его потомстве ничего не известно.

## Семья
Максимилиан Австрийский имел многочисленных братьев и сестёр:
1. Анна Австрийская (1549—1580), четвёртая жена короля Испании Филиппа II, мать Филиппа III.
2. Фердинанд (1551—1552)
3. Рудольф II (1552—1612), император Священной Римской империи
4. Эрнст (1553—1595), эрцгерцог, штатгальтер Испанских Нидерландов
5. Елизавета Австрийская (1554—1592), жена короля Франции Карла IX.
6. Мария (1555—1556)
7. Маттиас (1557—1619), император Священной Римской империи
8. мертворожденный сын (1557)
9. Альбрехт VII (1559—1621), эрцгерцог, штатгальтер Испанских Нидерландов, муж испанской инфанты Изабеллы Клары Евгении
10. Венцель (1561—1578), эрцгерцог, великий приор Ордена Святого Иоанна
11. Фридрих (1562—1563)
12. Мария (ум. 1564)
13. Карл (1565—1566)
14. Маргарита (1567—1633), монахиня
15. Элеонора (1568—1580).